# Othoes hirsti
Othoes hirsti är en spindeldjursart som beskrevs av Lawrence 1954. Othoes hirsti ingår i släktet Othoes och familjen Galeodidae. Inga underarter finns listade i Catalogue of Life.